# Malijai
Malijai település Franciaországban, Alpes-de-Haute-Provence megyében. Lakosainak száma 2019 fő (2022. január 1.). Malijai Le Chaffaut-Saint-Jurson, L’Escale, Les Mées, Mirabeau, Puimichel és Saint-Jeannet községekkel határos.

## Népesség
A település népessége az elmúlt években az alábbi módon változott:
| Lakosok száma | 988  | 1578 | 1703 | 1863 | 1989 | 1987 | 1975 | 1975 | 1984 | 2019 |
|               | 1968 | 1982 | 1990 | 2006 | 2013 | 2015 | 2017 | 2019 | 2020 | 2022 |